# 紀元前223年
紀元前223年（きげんぜん223ねん）は、ローマ暦の年である。
当時は、「ガイウス・フラミニウス、プブリウス・フリウス・ピルスが共和政ローマ執政官に就任した年」として知られていた（もしくは、それほど使われてはいないが、ローマ建国紀元531年）。紀年法として西暦（キリスト紀元）がヨーロッパで広く普及した中世時代初期以降、この年は紀元前223年と表記されるのが一般的となった。

## 他の紀年法
- 干支 : 戊寅
- 日本
  - 皇紀438年
  - 孝霊天皇68年
- 中国
  - 秦 - 始皇24年
  - 楚 - 楚王負芻5年
  - 斉 - 斉王建42年
  - 燕 - 燕王喜32年
  - 趙 - 代王嘉5年
- 朝鮮 :
- ベトナム :
- 仏滅紀元 : 324年
- ユダヤ暦 :

## できごと

### セレウコス朝
- セレウコス朝の王セレウコス3世は、ペルガモン王国のアッタロス3世討伐の遠征の際、フリギアで自軍の兵士に暗殺された。
- セレウコス3世の後を弟のアンティオコス3世が継いだ。

### 共和政ローマ
- 執政官ガイウス・フラミニウスとプブリウス・フリウス・ピルスは、ガリア・キサルピナのガリア人インスブレス族に勝利し凱旋式を挙行した。

### 中国
- 秦の王翦と蒙武が楚王負芻を捕らえた。
- 楚の項燕が昌平君を立てて楚王としたが、蘄南で敗れた。昌平君は戦死し、項燕は自殺した。

## 死去
- 項燕：戦国時代末期の楚の大将軍。
- 昌平君：中国戦国時代の楚の公子。